# Сошинський Кость

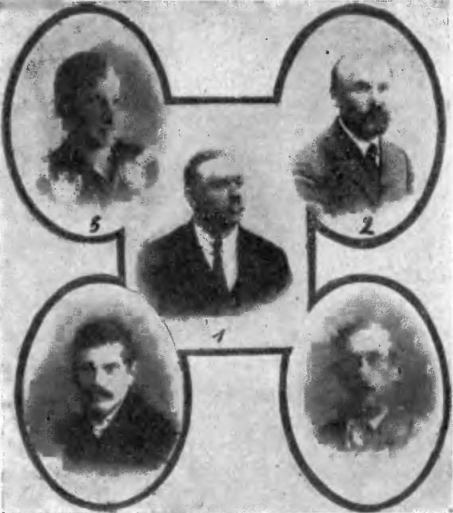
Лідери Рідної Хати близько 1924 року: Антін Васиньчук (голова, № 1), Семен Любарський (заступник голови, № 2), Марія Федонь (член товариства, № 5), Кость Сошинський (секретар, ліворуч внизу) та Іван Новосад (скарбник, праворуч внизу)

Сошинський Кость (1889–1970, Луцьк) — громадський діяч Холмщини й Підляшшя.
З 1917 року засновник Товариства українців-холмщаків у Москві, у 1922 р. один із засновників товариства «Рідна Хата» (її секретар протягом 1922—1929 років) і Українського народного банку у Холмі. Помер у Луцьку.